# Chézy-sur-Marne
Chézy-sur-Marne ist eine französische Gemeinde  mit 1.308 Einwohnern (Stand: 1. Januar 2022) im Département Aisne in der Region Hauts-de-France. Sie gehört zum Arrondissement Château-Thierry und zum Kanton Essômes-sur-Marne. Die Einwohner werden Guernouillats genannt.

## Geografie
Die Gemeinde Chézy-sur-Marne liegt am Fluss Marne, der die westliche und nördliche Gemeindegrenze bildet, sieben Kilometer südlich von Château-Thierry. Der Aqueduc de la Dhuis unterquert die Gemeinde. Nachbargemeinden von Chézy-sur-Marne sind Azy-sur-Marne und Essômes-sur-Marne im Norden, Nogentel im Nordosten, Nesles-la-Montagne im Osten, Essises im Südosten, La Chapelle-sur-Chézy im Süden, Nogent-l’Artaud im Südwesten sowie Romeny-sur-Marne im Westen.

## Bevölkerungsentwicklung
| Jahr                       | 1962 | 1968 | 1975 | 1982 | 1990 | 1999 | 2011 | 2021 |
| Einwohner                  | 948  | 1013 | 1113 | 1262 | 1257 | 1323 | 1320 | 1322 |
| Quellen: Cassini und INSEE |      |      |      |      |      |      |      |      |

## Gemeindepartnerschaft
Mit der belgischen Gemeinde Harzé in der Provinz Liège (Wallonien) besteht seit 1974 eine Gemeindepartnerschaft.

## Sehenswürdigkeiten
- Kirche Saint-Martin, seit 1913 Monument historique
- Klosterruine Saint-Pierre
- zwei Wassertürme

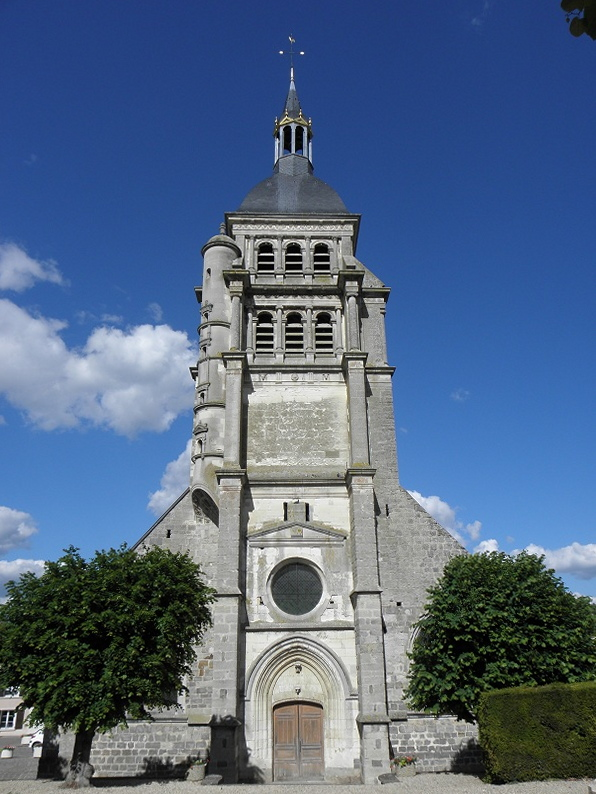
Kirche Saint-Martin
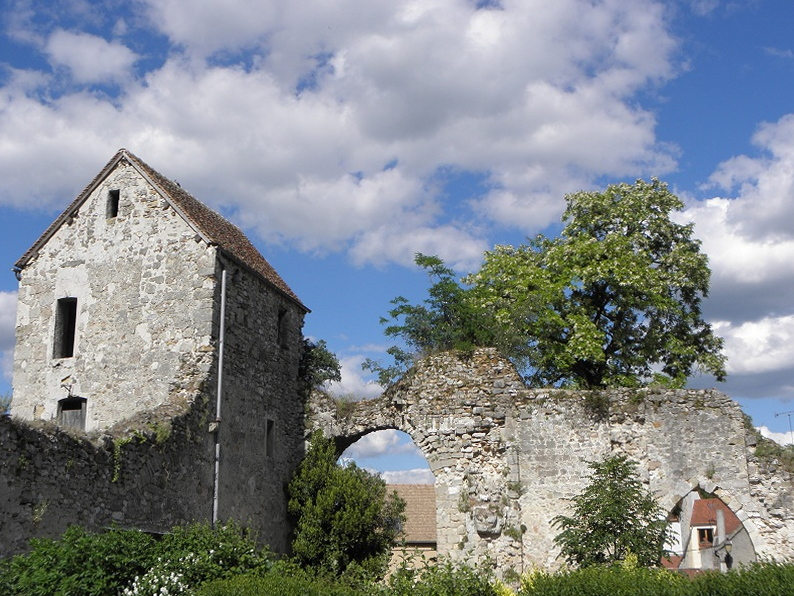
Klosterruine
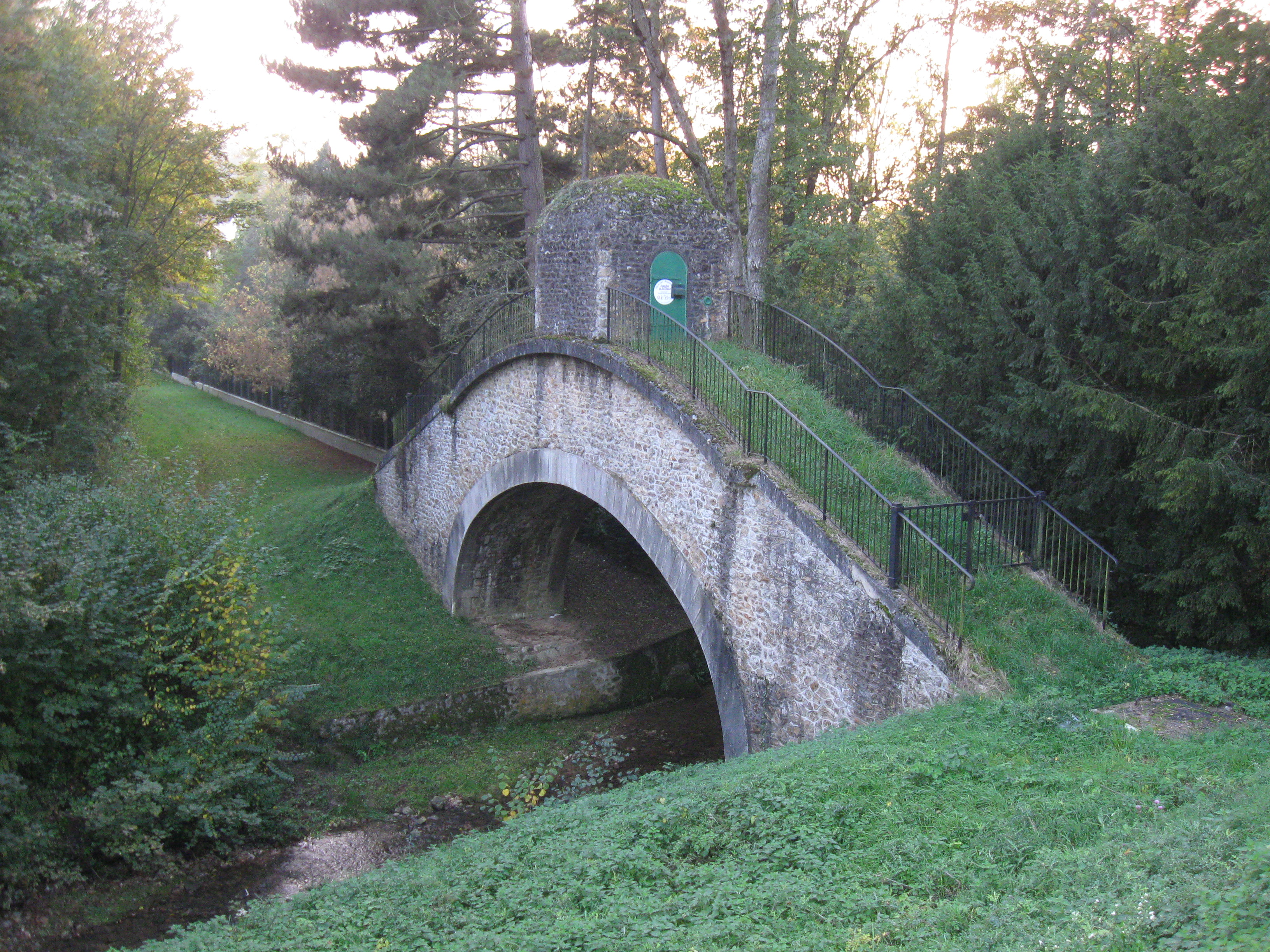
Aqueduc de la Dhuis
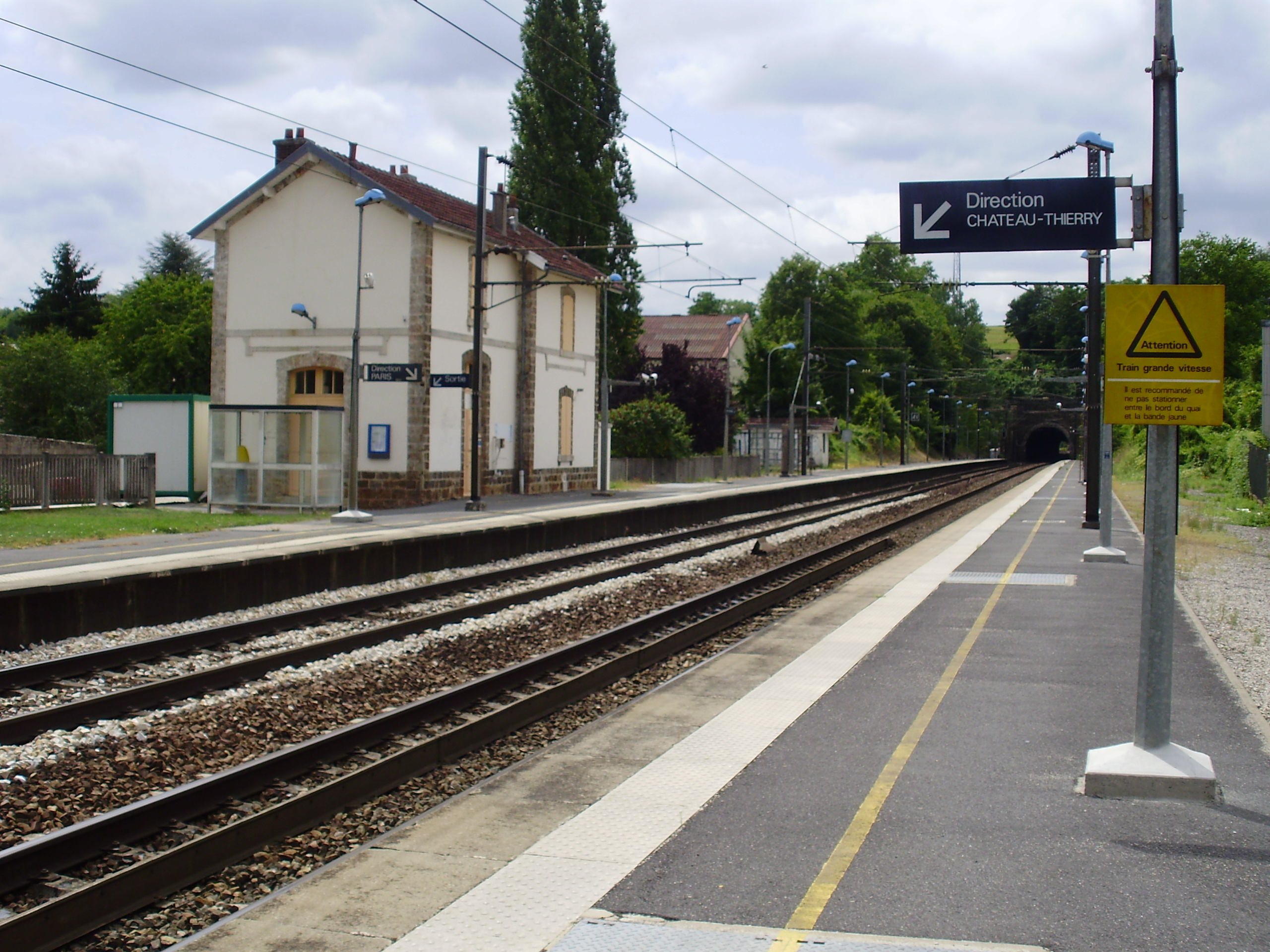
Bahnhof Chézy-sur-Marne
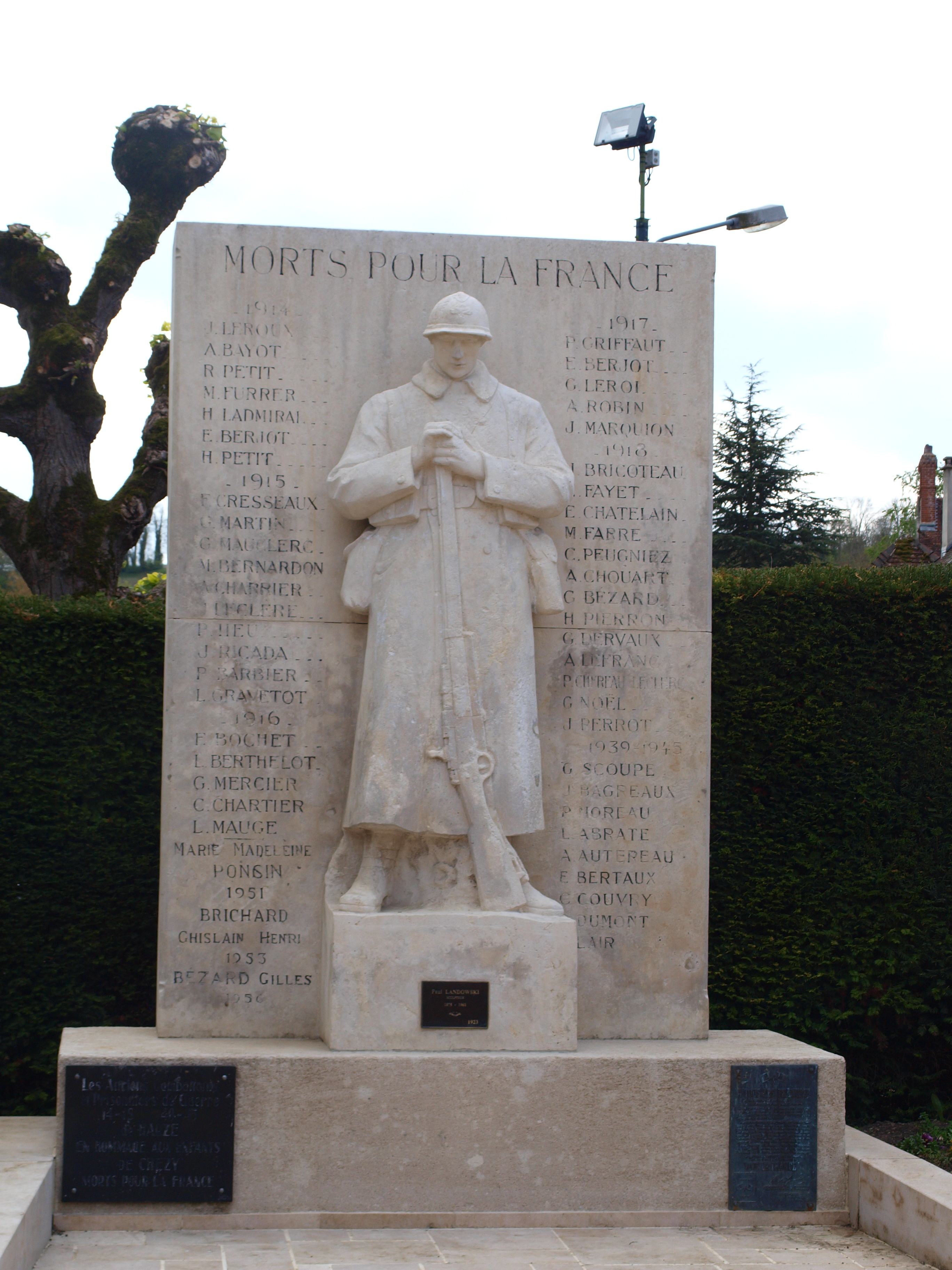
Gefallenendenkmal

## Persönlichkeiten
- Christian Cabrol (1925–2017), Herzchirurg, Politiker (MdEP von 1994 bis 1999)